# Ringbahnstrecke Chengdu
| Ringbahn-Gleise im Bahnhof Chengdu |                      |                                    |                                   |
| Streckenlänge: | 54,5 km              |                                    |                                   |
| Spurweite: | 1435 mm (Normalspur) |                                    |                                   |
| Streckengeschwindigkeit: | 250 km/h             |                                    |                                   |
| Zweigleisigkeit: | ja                   |                                    |                                   |
| |                      |                                    |                                   |
| \| \| \| von Chengdu Anjing \| \| \| \| \| Abstellanlage u. Hochschulgelände \| \| \| \| 2 \| Bahnhof Chengdu Metro: Nordbahnhof \| 500 m \| \| \| 0 \| Beginn Ostring \| Beginn Ostring \| \| \| 1 \| Chengdu Bali \| 500 m \| \| \| \| Betriebsbahnhof Chengdu II \| 500 m \| \| \| \| nach Xi’an \| \| \| \| \| Güterbahnhof Chengdu \| \| \| \| \| von Qingbaijiang \| \| \| \| \| Dawanzheng \| \| \| \| \| nach Dazhou \| \| \| \| \| Chengdu Nord \| \| \| \| \| nach Chongqing \| \| \| \| \| Betriebsbahnhof Chengdu I \| 500 m \| \| \| \| nach Shanghai \| \| \| \| \| nach Guiyang \| \| \| \| 13 \| Chengdu Ost \| 500 m \| \| \| \| nach Chongqing und Yibin \| \| \| \| \| Brücke über den Jin Jiang \| \| \| \| 22 \| Chengdu Süd \| 510 m \| \| \| 230 \| Ende Ostring / Beginn Westring \| Ende Ostring / Beginn Westring \| \| \| \| nach Kunming \| \| \| \| \| nach Guiyang \| \| \| \| 4 \| Chengdu Hongpailou \| 500 m \| \| \| \| nach Industriegelände \| \| \| \| \| nach Lhasa \| \| \| \| 12 \| Chengdu West \| 510 m \| \| \| \| nach Industriegelände \| \| \| \| \| Brücke über den Nan He \| \| \| \| \| von Dujiangyan \| \| \| \| 2011 \| Ende Westring \| Ende Westring \| \| \| \| von Industriegelände \| \| \| \| \| Brücke über den Fu He \| \| \| \| 10 \| Chengdu Anjing \| 510 m \| \| \| \| nach Baoji \| \| \| \| \| nach Chengdu \| \| |                      |                                    |                                   |
| Strecke |                      | von Chengdu Anjing                 | von Chengdu Anjing                |
| Betriebsstelle Streckenanfang und quer · Abzweig geradeaus und von rechts |                      | Abstellanlage u. Hochschulgelände  | Abstellanlage u. Hochschulgelände |
| U-Bahn-Turmbahnhof mit Tunnelstrecke (im Tunnel) · Turmbahnhof mit U-Bahn mit Tunnelstrecke | 2                    | Bahnhof Chengdu Metro: Nordbahnhof | 500 m                             |
| Grenze | 0                    | Beginn Ostring                     | Beginn Ostring                    |
| Haltepunkt / Haltestelle | 1                    | Chengdu Bali                       | 500 m                             |
| Blockstelle · Abzweig geradeaus und nach rechts |                      | Betriebsbahnhof Chengdu II         | 500 m                             |
| Strecke · Abzweig geradeaus, nach links und von links · Strecke quer |                      | nach Xi’an                         | nach Xi’an                        |
| Strecke · Strecke · Betriebs-/Güterbahnhof Streckenanfang |                      | Güterbahnhof Chengdu               | Güterbahnhof Chengdu              |
| Strecke · Strecke · Abzweig geradeaus und von rechts |                      | von Qingbaijiang                   | von Qingbaijiang                  |
| Strecke · Strecke · Haltepunkt / Haltestelle |                      | Dawanzheng                         | Dawanzheng                        |
| Strecke · Strecke · Abzweig geradeaus, nach links und von links |                      | nach Dazhou                        | nach Dazhou                       |
| Strecke · Strecke · Bahnhof |                      | Chengdu Nord                       | Chengdu Nord                      |
| Strecke · Abzweig geradeaus, nach links und von links · Kreuzung rechts |                      | nach Chongqing                     | nach Chongqing                    |
| Blockstelle links · Abzweig geradeaus und von rechts · Strecke |                      | Betriebsbahnhof Chengdu I          | 500 m                             |
| Abzweig geradeaus und von links · Kreuzung |                      | nach Shanghai                      | nach Shanghai                     |
| Strecke · Strecke nach links |                      | nach Guiyang                       | nach Guiyang                      |
| U-Bahn-Turmbahnhof mit Tunnelstrecke (im Tunnel) · Turmbahnhof mit U-Bahn mit Tunnelstrecke | 13                   | Chengdu Ost                        | 500 m                             |
| Abzweig geradeaus, nach links und von links |                      | nach Chongqing und Yibin           | nach Chongqing und Yibin          |
| Brücke über Wasserlauf |                      | Brücke über den Jin Jiang          | Brücke über den Jin Jiang         |
| Turmbahnhof mit U-Bahn mit Tunnelstrecke · U-Bahn-Turmbahnhof mit Tunnelstrecke (im Tunnel) | 22                   | Chengdu Süd                        | 510 m                             |
| Grenze | 230                  | Ende Ostring / Beginn Westring     | Ende Ostring / Beginn Westring    |
| Abzweig geradeaus, nach links und von links |                      | nach Kunming                       | nach Kunming                      |
| Abzweig geradeaus und nach links |                      | nach Guiyang                       | nach Guiyang                      |
| Haltepunkt / Haltestelle | 4                    | Chengdu Hongpailou                 | 500 m                             |
| Abzweig geradeaus und nach links |                      | nach Industriegelände              | nach Industriegelände             |
| Abzweig geradeaus, nach links und von links |                      | nach Lhasa                         | nach Lhasa                        |
| Turmbahnhof mit U-Bahn mit Tunnelstrecke · U-Bahn-Turmbahnhof mit Tunnelstrecke (im Tunnel) | 12                   | Chengdu West                       | 510 m                             |
| Abzweig geradeaus und nach links |                      | nach Industriegelände              | nach Industriegelände             |
| Brücke über Wasserlauf |                      | Brücke über den Nan He             | Brücke über den Nan He            |
| Abzweig geradeaus und von links |                      | von Dujiangyan                     | von Dujiangyan                    |
| Grenze | 2011                 | Ende Westring                      | Ende Westring                     |
| Abzweig geradeaus und von links |                      | von Industriegelände               | von Industriegelände              |
| Brücke über Wasserlauf |                      | Brücke über den Fu He              | Brücke über den Fu He             |
| Haltepunkt / Haltestelle | 10                   | Chengdu Anjing                     | 510 m                             |
| Abzweig geradeaus, nach links und von links |                      | nach Baoji                         | nach Baoji                        |
| Strecke |                      | nach Chengdu                       | nach Chengdu                      |

Die Ringbahnstrecke Chengdu ist eine Eisenbahnstrecke in der Stadt Chengdu in Sichuan in der Volksrepublik China. Sie verbindet die Fernbahnhöfe Bahnhof Chengdu (die Metrostation heißt Nordbahnhof), Chengdu Ost, Chengdu Süd, Chengdu West und wieder zum Bahnhof Chengdu, wo jeweils Anschluss zur U-Bahn Chengdu besteht. Sie ist 54,5 Kilometer lang und überwiegend für Hochgeschwindigkeitszüge ausgelegt.
Die Ringbahnstrecke Chengdu unterteilt sich in drei Abschnitte: die östliche Ringbahnstrecke Chengdu (chinesisch 成都东环线, Pinyin Chéngdū dōng huánxiàn, etwa vom Hauptbahnhof nach Chengdu Süd), die westliche Ringbahnstrecke (chinesisch 成都西环线, Pinyin Chéngdū xī huánxiàn, etwa von Chengdu Süd bis zur Einmündung der Bahnstrecke Chengdu–Dujiangyan) sowie im Norden von dort zurück zum Hauptbahnhof auf der Bahnstrecke Chengdu–Dujiangyan.

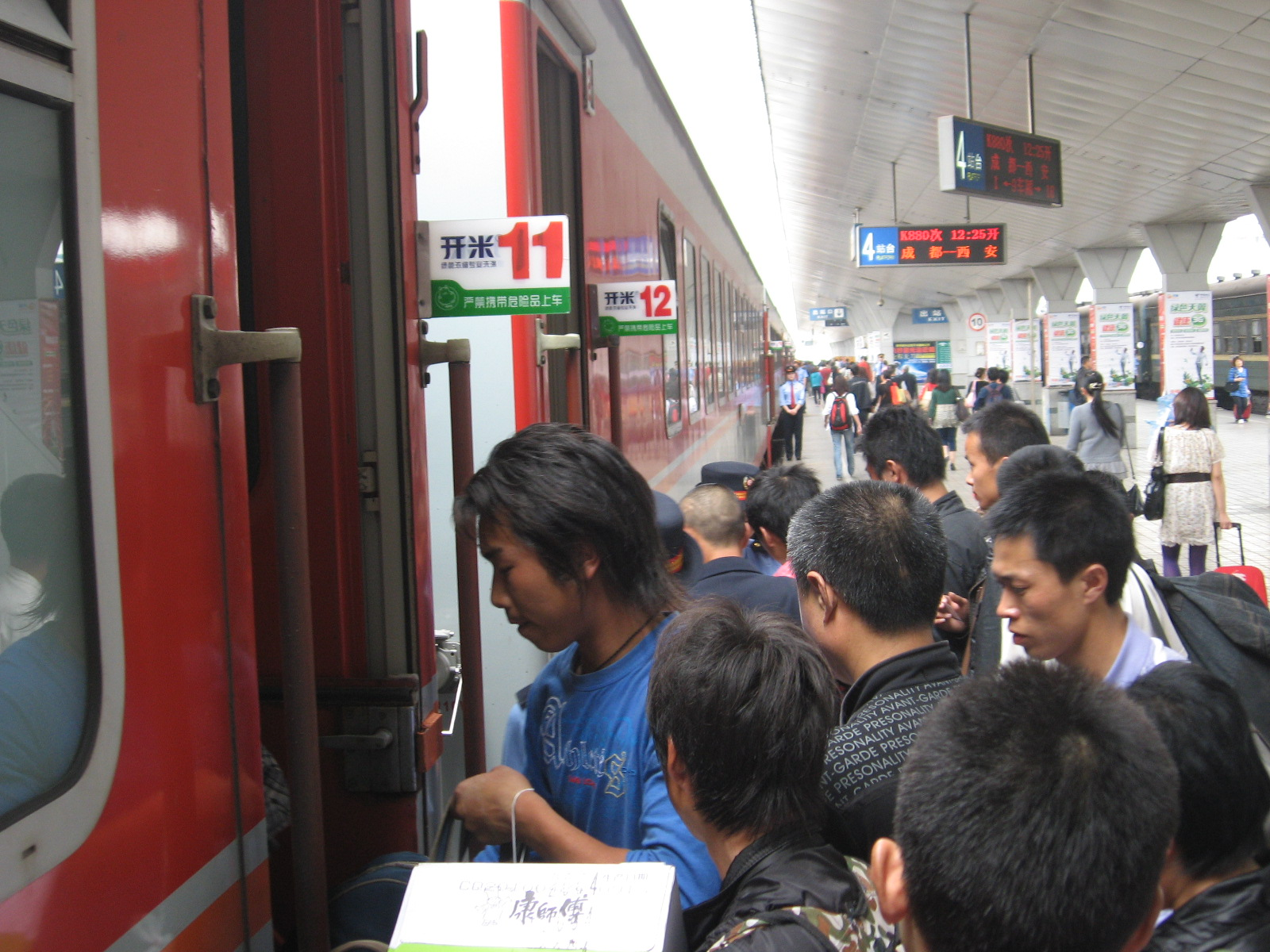
Bahnhof Chengdu
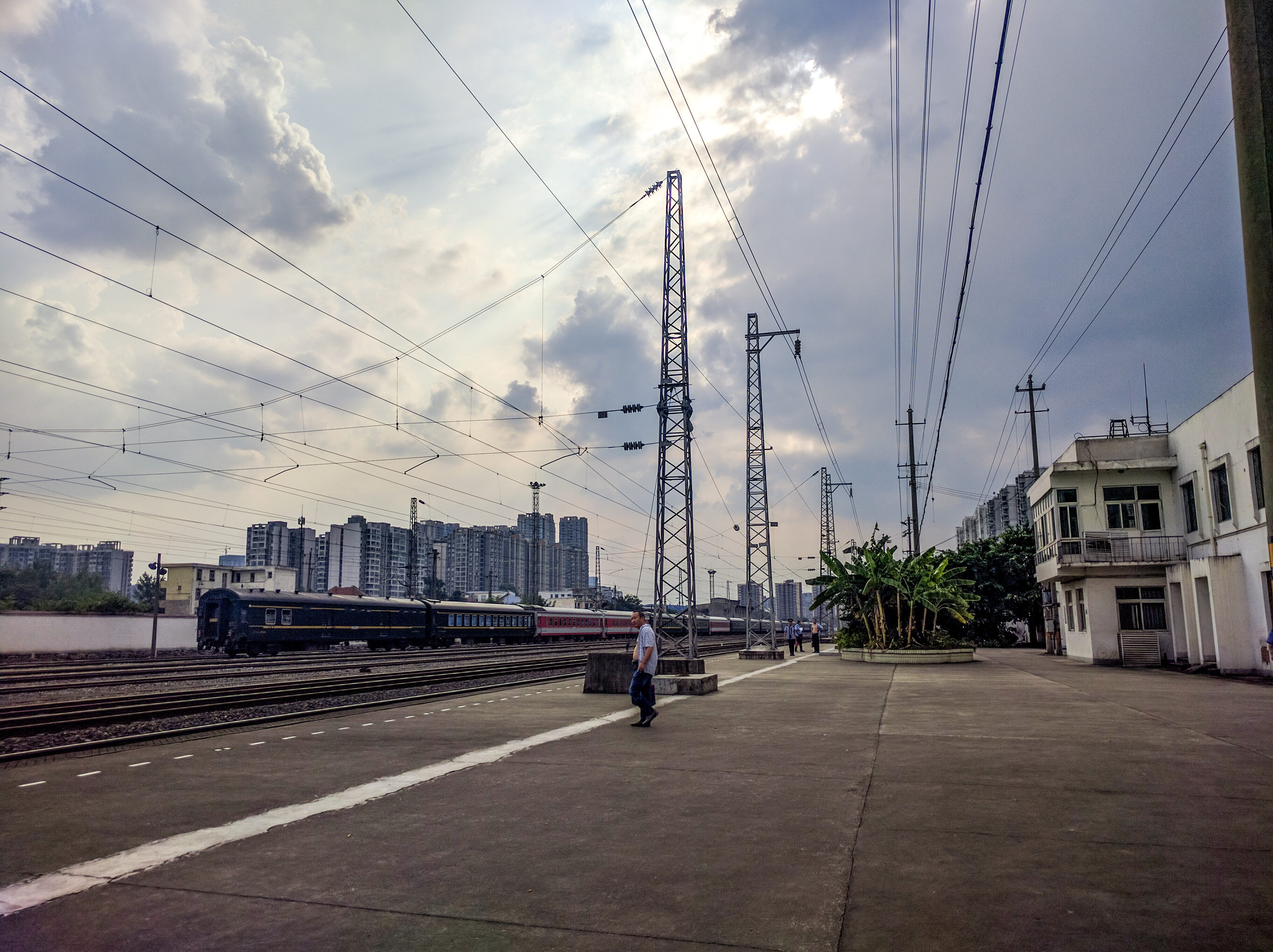
Bahnhof Bali
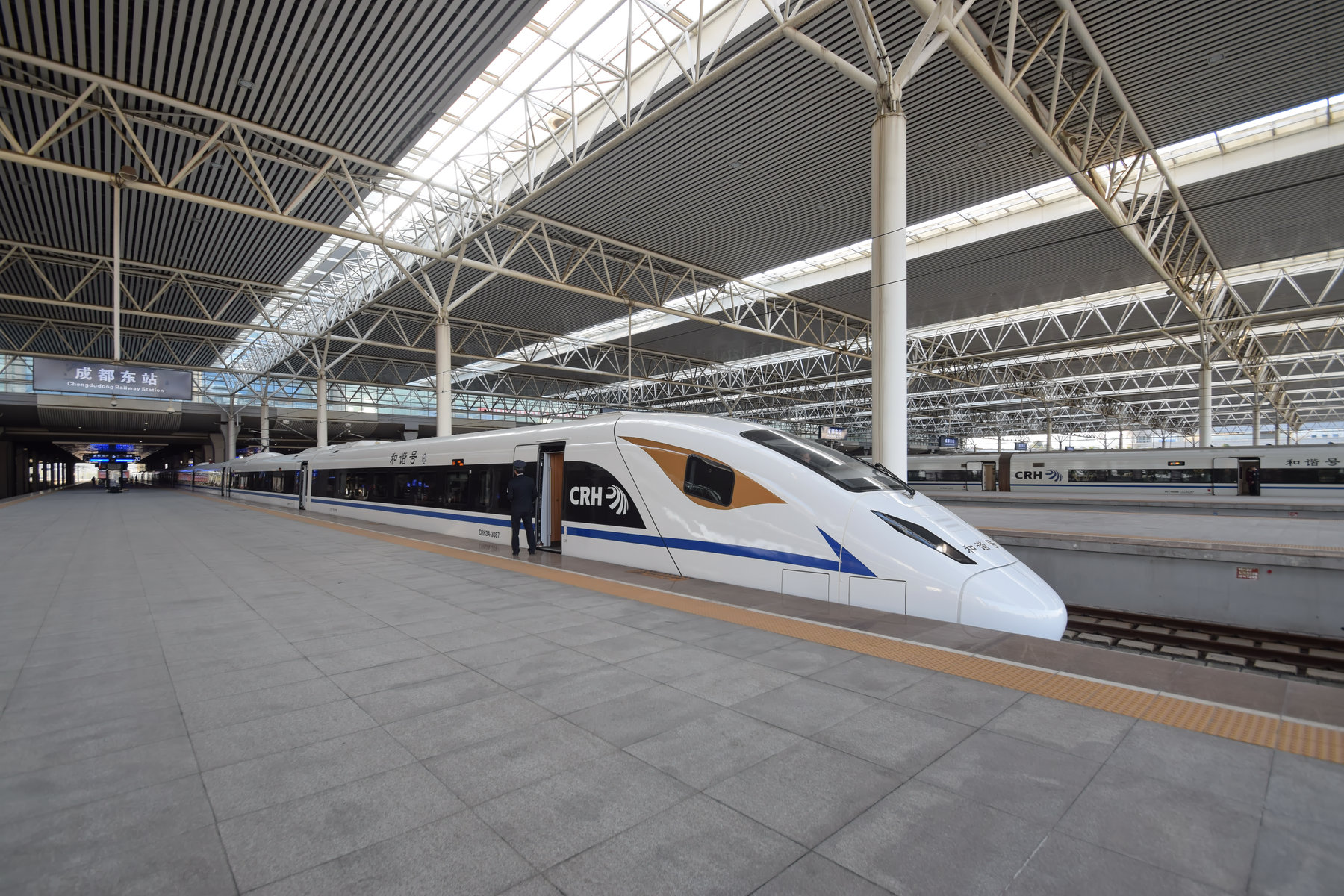
Bahnhof Chengdu Ost
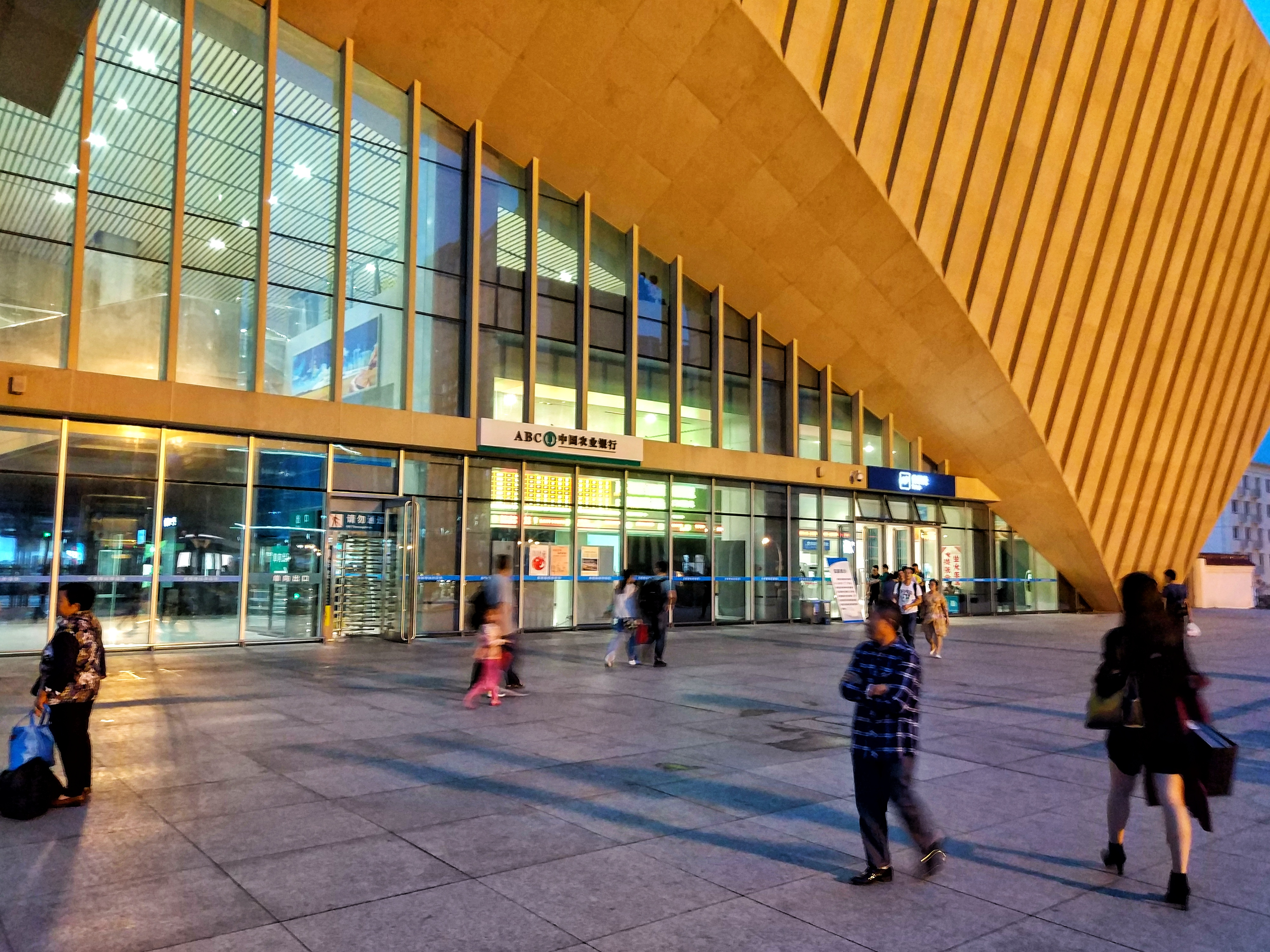
Bahnhof Chengdu Süd
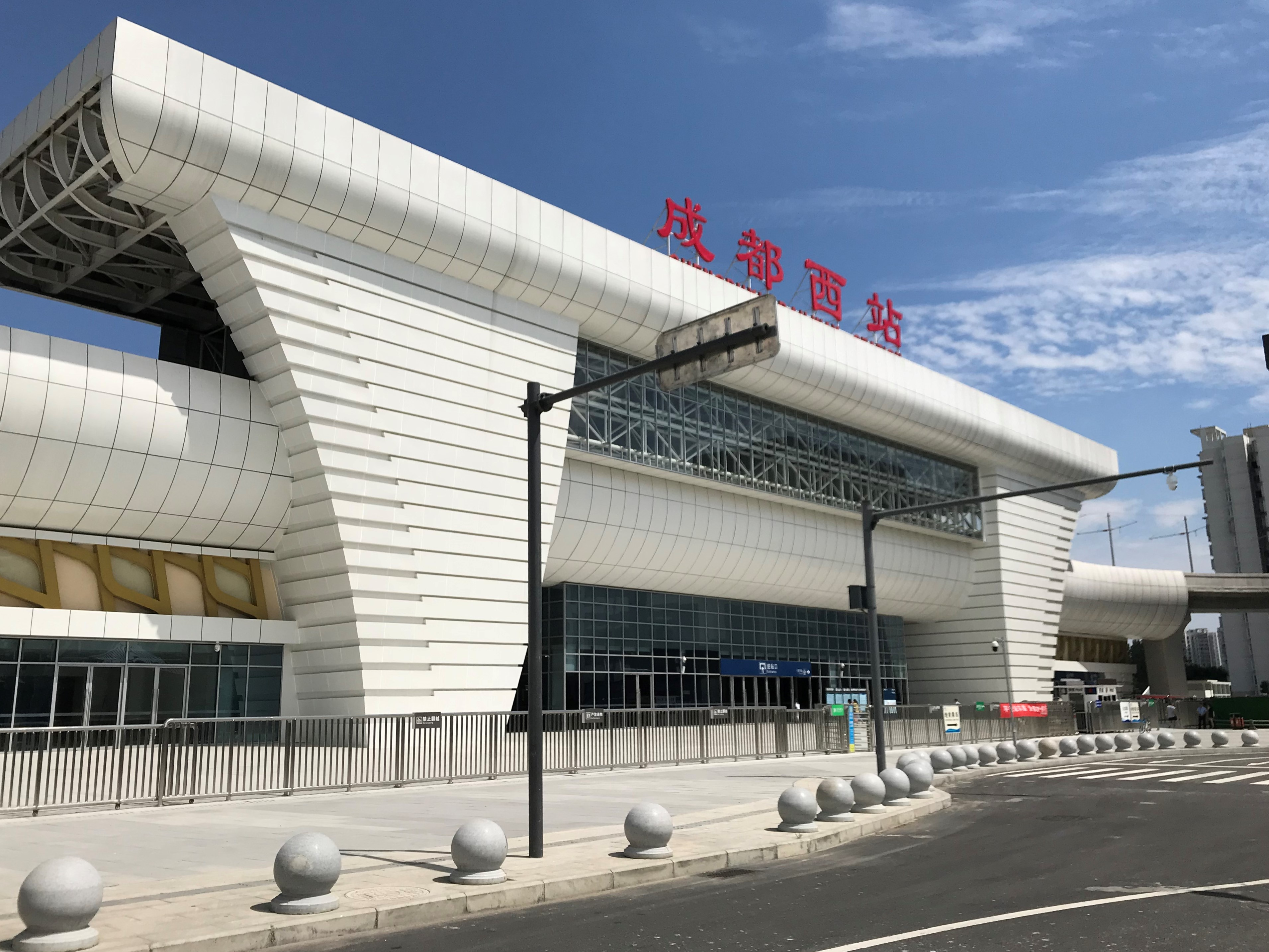
Bahnhof Chengdu West
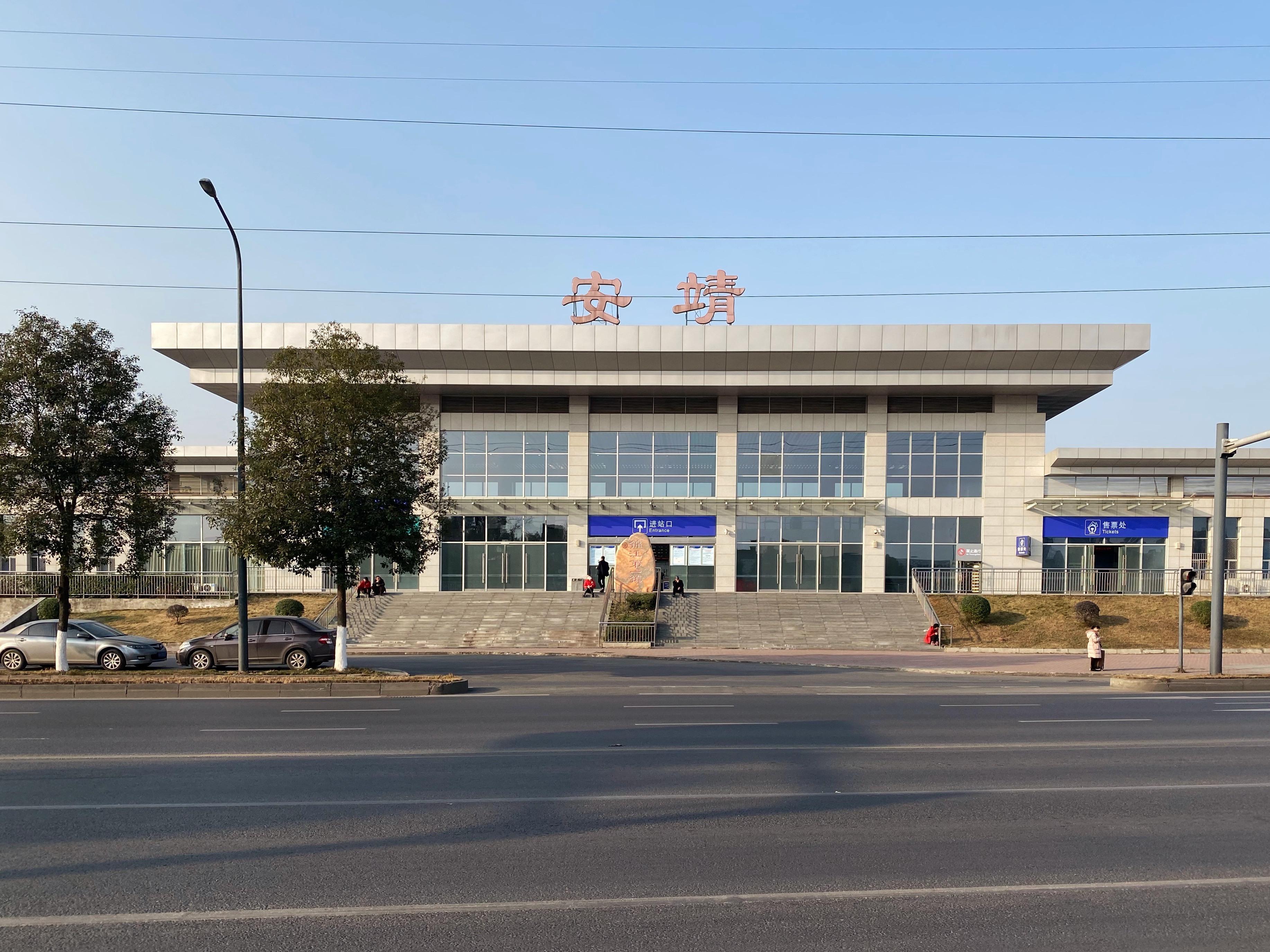
Bahnhof Anjing
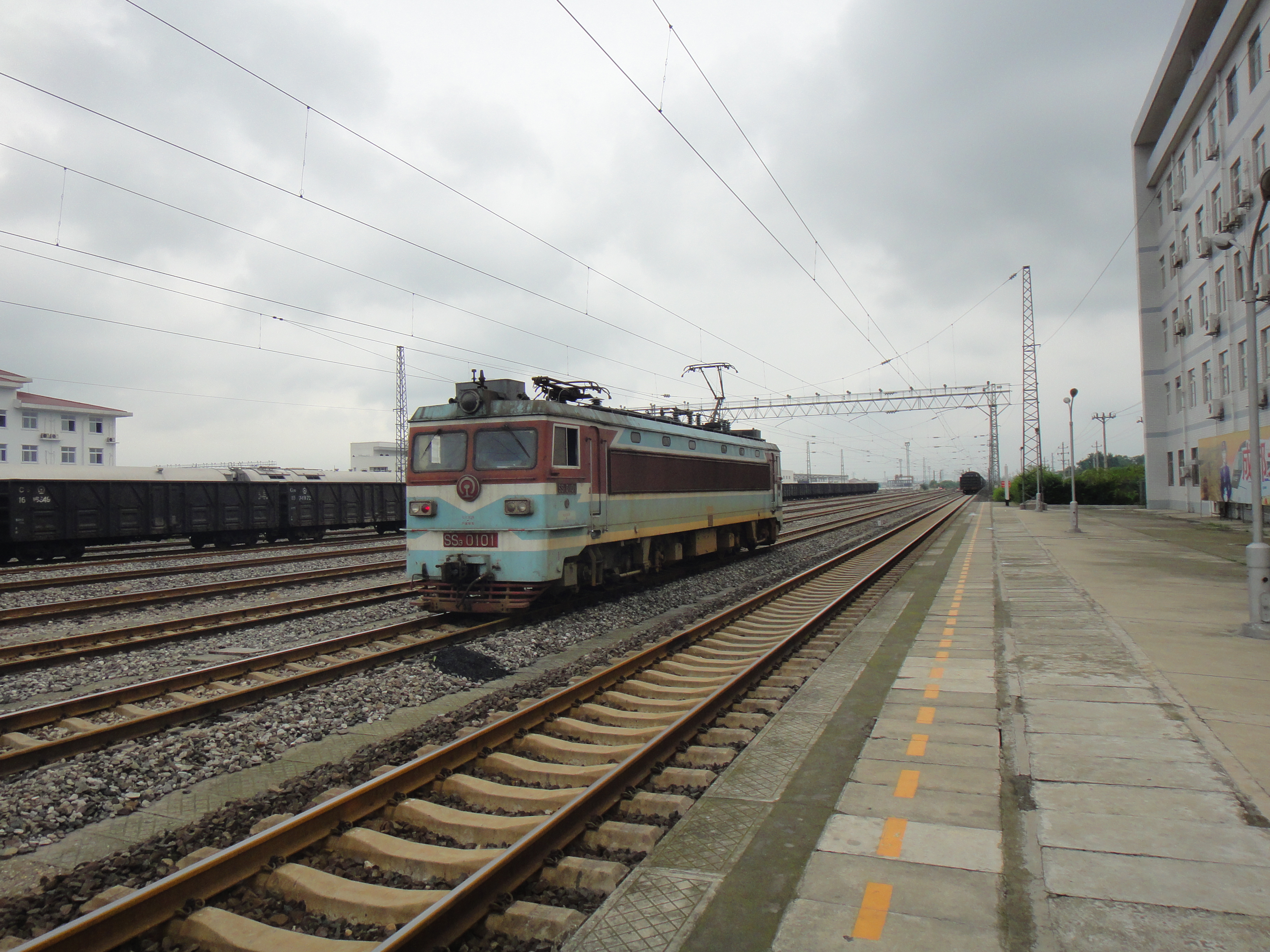
Bahnhof Chengdu Nord

Weitere Bahnhöfe auf der Ringbahnstrecke Chengdu sind Anjing und Bali im Norden sowie Hongpailou im Süden. Zwischen dem Bahnhof Bali und dem Ostbahnhof zweigt eine Strecke zum Bahnhof Chengdu Nord ab, der nicht identisch mit dem Nordbahnhof der Metro ist. Der Nordzweig bindet auch den Güterbahnhof Chengdu im Stadtbezirk Qingbaijiang an. Außerdem liegen zwischen den beiden Bahnhöfen Bali und dem Ostbahnhof etwas innerhalb des Rings zwei Betriebsbahnhöfe mit Abstellanlagen für Hochgeschwindigkeitszüge.
Von der östlichen Ringbahnstrecke zweigen die Schnellfahrstrecke Xi’an–Chengdu, die Schnellfahrstrecke Shanghai–Wuhan–Chengdu die Chengyu-Bahn und die Fernbahnstrecke nach Chongqing sowie in Richtung Yibin die Schnellfahrstrecke Chengdu–Zigong ab. Vom Ostbahnhof gibt es eine Direktverbindung nach Hongkong. Von der westlichen Ringbahnstrecke zweigen die Schnellfahrstrecken nach Kunming und Guiyang ab sowie die Sichuan-Tibet-Bahn. Im Norden der Ringbahn liegen der Abzweig nach Dujiangyan sowie die Einmündung der Baochengbahn von Baoji.
Die Spurweite beträgt 1435 mm (Normalspur). Die Bahnstrecke wird vom Büro Chengdu der chinesischen Eisenbahngesellschaft China Railway betrieben.